# Hugues Bouffé

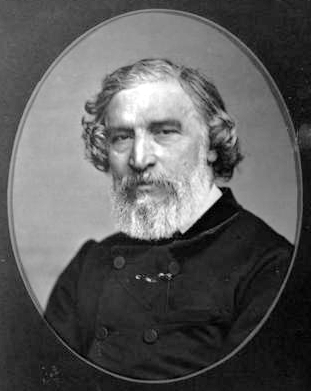
Hugues Bouffé

Hugues Désiré Marie Bouffé, född 1800 och död 1888, var en fransk skådespelare.
Bouffé utvecklade sig från 1822 vid olika boulevardteatrar i Paris till en av sin tids främsta komiska skådespelare på fransk scen. Under olika persoder räknades Parispojken och Michel Perrin som hans glansroller. Han utgav 1880 sina Souvenirs.